# Characoma
Characoma is een geslacht van vlinders van de familie visstaartjes (Nolidae), uit de onderfamilie Chloephorinae.

## Soorten
- C. adiabunensis Berio, 1940
- C. albisecta Wileman & South, 1921
- C. albulalis Walker, 1863
- C. araca Swinhoe, 1919
- C. basisuffusa Holloway, 1976
- C. cana Hampson, 1894
- C. casuaria Wileman & West, 1929
- C. curiosa Swinhoe, 1890
- C. deleta Hampson, 1905
- C. distincta Bethune-Baker, 1906
- C. docilis (Butler, 1881)
- C. excurvata Prout, 1922
- C. ferrigrisea (Hampson, 1905)
- C. glaphyra Holland, 1894
- C. glaucopasta Hampson, 1912
- C. latifascia Wileman & West, 1929
- C. malaisei Berio, 1973
- C. melanographa Hampson, 1918
- C. metalophota Hampson, 1896
- C. micropuncta Berio, 1957
- C. miophora Hampson, 1912
- C. multilinea Bethune-Baker, 1906

- C. nigricollaris Hampson, 1918
- C. nilotica (Rogenhofer, 1882)
- C. phaeoleuca Hampson, 1912
- C. pica (Strand, 1918)
- C. polia Hampson, 1897
- C. ruficirra Hampson, 1905
- C. scoparioides Walker, 1864
- C. sexilinea (Bethune-Baker, 1909)
- C. stictigrapta Hampson, 1914
- C. submediana Wiltshire, 1986
- C. sumatrana Swinhoe, 1918
- C. triangulum Berio, 1957
- C. vallata Meyrick, 1902